# Johann Carl Eschmann
Johann Carl Eschmann (* 12. April 1826 in Winterthur; † 27. Oktober 1882 in Zürich), auch Johann Karl Eschmann, war ein Schweizer Komponist und Pianist der Romantik.

## Leben und Werk
Johann Carl Eschmann war der Sohn des Winterthurer Militärkapellmeisters Heinrich Eschmann (1802–1882). Er nahm Klavierunterricht bei Alexander Müller in Zürich und studierte später unter anderem bei Felix Mendelssohn Bartholdy und Ignaz Moscheles in Leipzig. Er wirkte dann in Winterthur (1850–1859), Schaffhausen (1859–1866) und Zürich (ab 1866) als Klavierlehrer und Komponist. In Johannes Brahms fand er einen Freund und Bewunderer. Eschmann pflegte Bekanntschaften zu führenden Musikern seiner Zeit wie Louis Spohr, Theodor Kirchner und Richard Wagner, der ihm eine Serenade widmete. Der Klavierpädagoge Carl Eschmann-Dumur war sein Cousin und Klavierschüler.
Eschmanns Werke sind besonders von den Kompositionsweisen Robert Schumanns und Felix Mendelssohns beeinflusst. Bemerkenswert sind die Liedkompositionen nach Gedichten des Winterthurer Dichters August Corrodi, die mit ihren emotionalen und lautmalerischen Klängen an die Musik Schumanns und Schuberts erinnern, aber zugleich die zeitgenössischen Entwicklungen der Neudeutschen Schule aufnehmen. Ansonsten gilt Eschmann als eher konservativer Komponist.
Eschmanns Nachlass wird von der Zentralbibliothek Zürich verwaltet.

## Werke (Auswahl)

### Lieder und Liederzyklen
- Zwei Gedichte für eine Singstimme mit Begleitung des Pianoforte op. 2
- Fünf Lieder für eine Singstimme mit Begleitung des Pianoforte op. 7
- Zwei Heimgekehrte für Bass oder Bariton mit Begleitung des Pianoforte und Ventilhorn op. 10
- Zwiegesang für eine Singstimme mit Begleitung von Violoncelle [sic] und Pianoforte op. 11
- Lyrische Blätter, opus 15 (1–4), 1851[1]
- An Louise C. für eine Tenorstimme und Pianoforte op. 32
- Aus dem Liederbuch eines Malers. Sechs Gedichte für eine Sopran oder Tenorstimme und Pianoforte op. 34
- Aus glücklichen Tagen. Vier Gesänge für eine mittlere Stimme op. 48
- In stiller Nacht. Fünf Gesänge für eine mittlere Stimme mit Pianoforte op. 49

### Klaviermusik
- Poesieblumen, Vier Romanzen für Klavier op. 1, 1848
- Lebensbilder, Klavier-Zyklus op. 17, 1852

### Orchester- und Kammermusik
- Grosse Concert-Ouverture op. [deest]
- Fantasiestücke für Cello & Klavier op. 3
- Im Herbst, sechs Fantasiestücke für Horn oder Violoncello und Klavier op. 6
- Zwei Fantasiestücke für Klarinette und Klavier op. 9

### Schriften
- mit Ernst Radecke: Ein hundert Aphorismen: Erfahrungen, Ergänzungen, Berichtigungen, Anregungen als Resultate einer 30jährigen Klavierlehrerpraxis. 1878. / 2. Neuauflage. Raabe & Plothow Musikverlag, 1899.
- Adolf Ruthardt (Hrsg.): Wegweiser durch die Clavier-Litteratur: Zur Erleichterung für Lehrer und Schüler. Gebrüder Hug & Co., Zürich 1893.

## Einspielungen (Auswahl)
- Richard Wagner und seine Zürcher Komponistenfreunde. Musikszene Schweiz / Radio DRS 2, 1998. (Auszüge aus Lebensbilder op. 17)
- Denn du bist fern. Lieder von Johann Carl Eschmann. Guild/Zentralbibliothek Zürich, 2006.
- Anna Reichert: Licht und Schatten. Johann Carl Eschmann Piano Works. Prospero Classical, Zollikerberg 2024.[2]